# Hafen Czerniaków

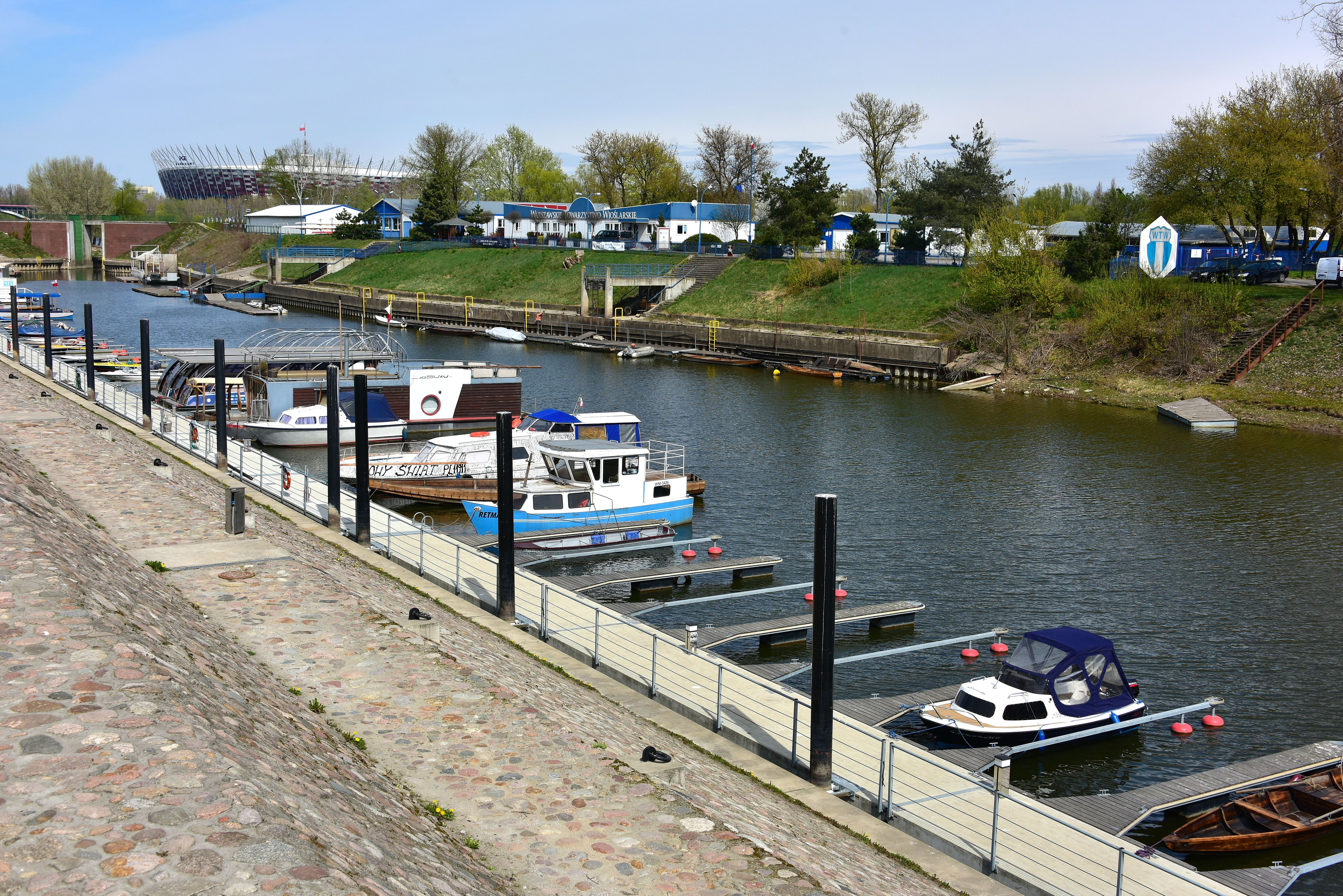
Hafenkanal mit Hausbooten kurz vor der Brücke der Trasa Łazienkowska

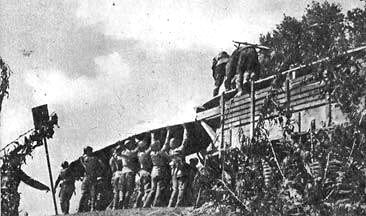
15. September 1944: Soldaten der 3. Infanteriedivision der 1. Polnischen Armee bereiten Pontons zum Weichselübergang vor

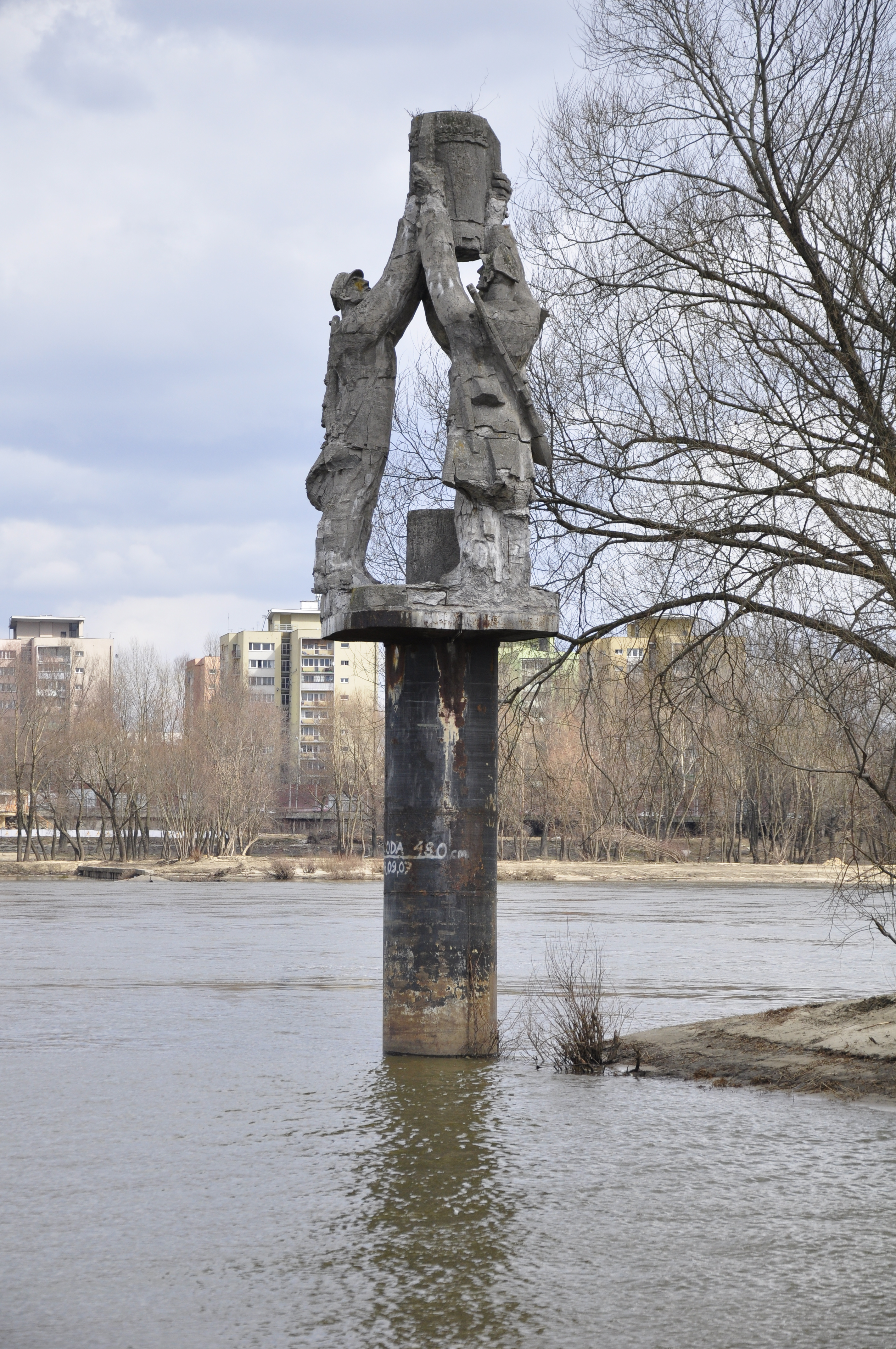
Das 1975 von Stanisław Kulon geschaffene Denkmal „Chwała Saperom“ an der Einfahrt zum Hafen

Der Hafen Czerniaków (auch als Czerniakowski-Hafen bezeichnet, polnisch: Port Czerniakowski) ist einer von drei Weichselhäfen in Warschau. Er liegt am Westufer der Weichsel im zum Stadtteil Mokotów gehörenden Gebiet Czerniaków. Im Zweiten Weltkrieg spielte die Gegend um den Hafen eine wichtige militärische Rolle. Auch fanden hier Massenexekutionen statt. Der Hafen wird heute zu einem kleinen Teil im Sommer von Ruder- und Yachtvereinen genutzt, findet ansonsten aber keine Verwendung mehr. Es ist geplant, das Gebiet zu einem Naherholungsgebiet zu entwickeln.

## Geographische Lage
Der Binnenhafen befindet sich auf Höhe der Stadtsiedlung „Solec“ südlich der Weichselbrücke Most Poniatowski. Die Łazienkowski-Brücke der hier kreuzenden Ost-West-Stadtautobahn Trasa Łazienkowska führt über den Hafen. Die Anlage besteht aus einem rund einen Kilometer langen, parallel zur Weichsel von Norden nach Süden verlaufenden Kanal, der in einem etwa 100 × 300 Meter großen Becken endet. Dieses im Volksmund wegen seiner Form „Patelnia“ (Pfanne) genannte Becken diente früher als Winterliegeplatz für Schiffe. Entlang des Kanals befinden sich beidseitig Anlegeplätze. Der Kanal wird an seiner offenen Nordseite von einer Schleuse reguliert. Die Schleusenbrücke kann von Fußgängern passiert werden und ermöglicht das Betreten der Landzunge zwischen Kanal und Weichsel. Hier verläuft die nach Mariusz Zaruski benannte Ulica Mariusza Zaruskiego, die von der Ulica Czerniakowska (Weichseluferstraße) abbiegend ostwärts um die Hafenanlage führt. Sie endet an einem heute dort beheimateten Regattaclub.

## Geschichte
Etwa zu Beginn des 19. Jahrhunderts begann man an der Westseite der Weichsel in der Höhe des Stadtteils Solec mit der Anlage von befestigten Weichsel-Anlegestellen. Dem vorausgegangen war eine teilweise Regulierung des vormals in einem breiteren Flussbett ständig sich ändernden Flusslaufes.
Im Jahr 1848 gründete hier Graf Andrzej Artur Zamoyski eine Werft, die Dampfschlepper produzierte. Später produzierte hier auch Maurycy Fajans Personen-Dampfschiffe für bis zu 500 Passagiere. Im Jahre 1884 wurden die Hafenanlagen erstmals und 1904 von Antoni Kwiciński erneut ausgebaut.
Vor dem Ausbruch des Zweiten Weltkriegs wurden hier noch immer Dampfschiffe und Lastkähne bis zu einer Länge von 65 Metern gebaut und repariert.

### Zweiter Weltkrieg
Während der deutschen Besatzungszeit richtete die Wehrmacht auf dem Hafengelände eine Tankstelle ein. Beim Warschauer Aufstand wurde das Gelände von der Polnischen Heimatarmee erobert. Im Rahmen des Rückzuges der deutschen Einheiten aus den ostwärtigen Stadtteilen griffen deutsche Truppen am 13. September 1944 das besetzte Czerniaków-Gebiet und vor allem den Hafen unter Bomben- und Artilleriebeschuss an, um so eine feindfreie neue Verteidigungslinie an der Westseite der Weichsel aufbauen zu können. Wegen der heftigen Angriffe mussten sich die Aufständischen aus dem Hafen zurückziehen. In den Folgetagen wurde das Gebiet jedoch zum wichtigsten Kampfgebiet in Warschau.
In der Nacht zum 16. September gelang es dem 1. Bataillon des 9. Regiments der polnischen 3. Infanteriedivision der Polnischen Volksarmee hier anzulanden. Bis zum Morgen waren rund 300 polnische Soldaten am Flussufer abgesetzt. Weitere Truppen konnten wegen starken Beschusses bei Tagesanbruch nicht mehr übersetzen. Der schwache polnische Brückenkopf wurde in den nächsten Tagen von überlegenen deutschen Kräften angegriffen, bis er am 22. September 1944 zerschlagen war. Nach der Rückeroberung des Hafens durch deutsche Einheiten wurde die polnische Bevölkerung der Gegend zum Hafen getrieben und teilweise exekutiert. Insgesamt fielen hier 2.056 Soldaten des polnischen Heeres und der Roten Armee sowie Aufständische. Zur Erinnerung an die blutigen Kämpfe des Spätsommers 1944 wurde dreißig Jahre nach Kriegsende ein dreiteiliges Denkmal zu Ehren der polnischen Sturmpioniere (polnisch: „Pomnik Chwała Saperom“) errichtet. Ein Bestandteil befindet sich auf einer Säule am Hafeneingang.

### Nachkriegszeit
Nach dem Krieg wurde vom polnischen Militär vorübergehend ein Schlachthof am Hafen eingerichtet. Sehr bald wurde auch die Schiffswerft wieder in Betrieb genommen. 1951 wurde die Warszawska Stocznia Rzeczna (deutsch: Warschauer Flusswerft) gegründet. Von 1951 bis 1958 wurden hier Bargen gebaut und Weichselmotorschiffe überholt. Auch wurden hier Stahlbrückenelemente für den Export in den Irak hergestellt.
Zwischen 1958 und 1969 wurden auf der Werft neben 24 Bargen des Typs „Żubr“ (Bison) 30 kleine Passagierschiffe zur Nutzung auf Binnenseen gebaut. Das letzte hier produzierte Schiff war ein nach 4000 Jahre alten Zeichnungen konstruiertes Nilschiff. Es wurde für den Film Pharao von Jerzy Kawalerowicz gebaut.
Die Werft wurde 1969 liquidiert. Die Reparatur-Rampen wurden abgerissen bzw. mit Schutt verfüllt. Ehrgeizige Pläne für die touristische Entwicklung des Hafens in den 1970er Jahren wurden kaum umgesetzt. Auf der Landzunge wurde das Sportzentrum „Horyzont“ der Polnischen Vereinigten Arbeiterpartei gegründet. Die Weichselbrücke der Trasa Łazienkowska (deutsch: Łazienki-Schnellstraße) wurde Anfang der 1970er über der ehemaligen Werft errichtet.

### Heute
Da der Hafen seit über 50 Jahren nicht mehr kommerziell genutzt wird und auch kaum gepflegt/erhalten wurde, hat er sich zu einem vielseitigen Biotop entwickelt. Er bietet heute verschiedenen Fischarten, Krebsen, Fischottern und Bibern Lebensraum. Auch Vögel finden hier – in der Mitte Warschaus – einen Zufluchtsort: Sumpfeulen, Reiher, Seeschwalben, Kormorane, Gebirgsstelzen, Bussarde und auch Adler sind hier zu sehen.
Seit einigen Jahren versucht die aus einer Privatinitiative entstandene Fundacji Ja Wisła (Stiftung Ich Weichsel), den ältesten Warschauer Hafen vorsichtig zu revitalisieren, um diesen historischen Ort zu erhalten. Der in den letzten Jahrzehnten angelagerte Schlick wurde aus dem Hafenbecken entfernt, Mauern instand gesetzt. Vor allem im Sommer werden vielfältige Aktionen auf dem Gelände organisiert: Konzerte, Partys, Freiluftkino, Strandanlagen. Neben einigen ansässigen Rudervereinen wird der Hafen von Anglern genutzt. Auch einige Hausboote haben hier angelegt.

### Zukunft
Die zukünftige Gestaltung des Hafengeländes ist unklar. Die Stiftung steht städtischen Plänen der Neuordnung des Gebietes grundsätzlich kritisch gegenüber. Einen im Herbst 2010 ausgetragenen Architekturwettbewerb gewann das Architekturbüro Tomcat des Architekten Tomasz Olszewski. Dessen Planung sieht vor, das Gebiet durch die Errichtung eines zwischenliegenden Gebäudes vor dem Lärm der mehrspurigen Czerniakowska-Straße zu schützen. Im Gelände selbst sollen gastronomische Einrichtungen und Fahrradwege entstehen.

## Ansichten

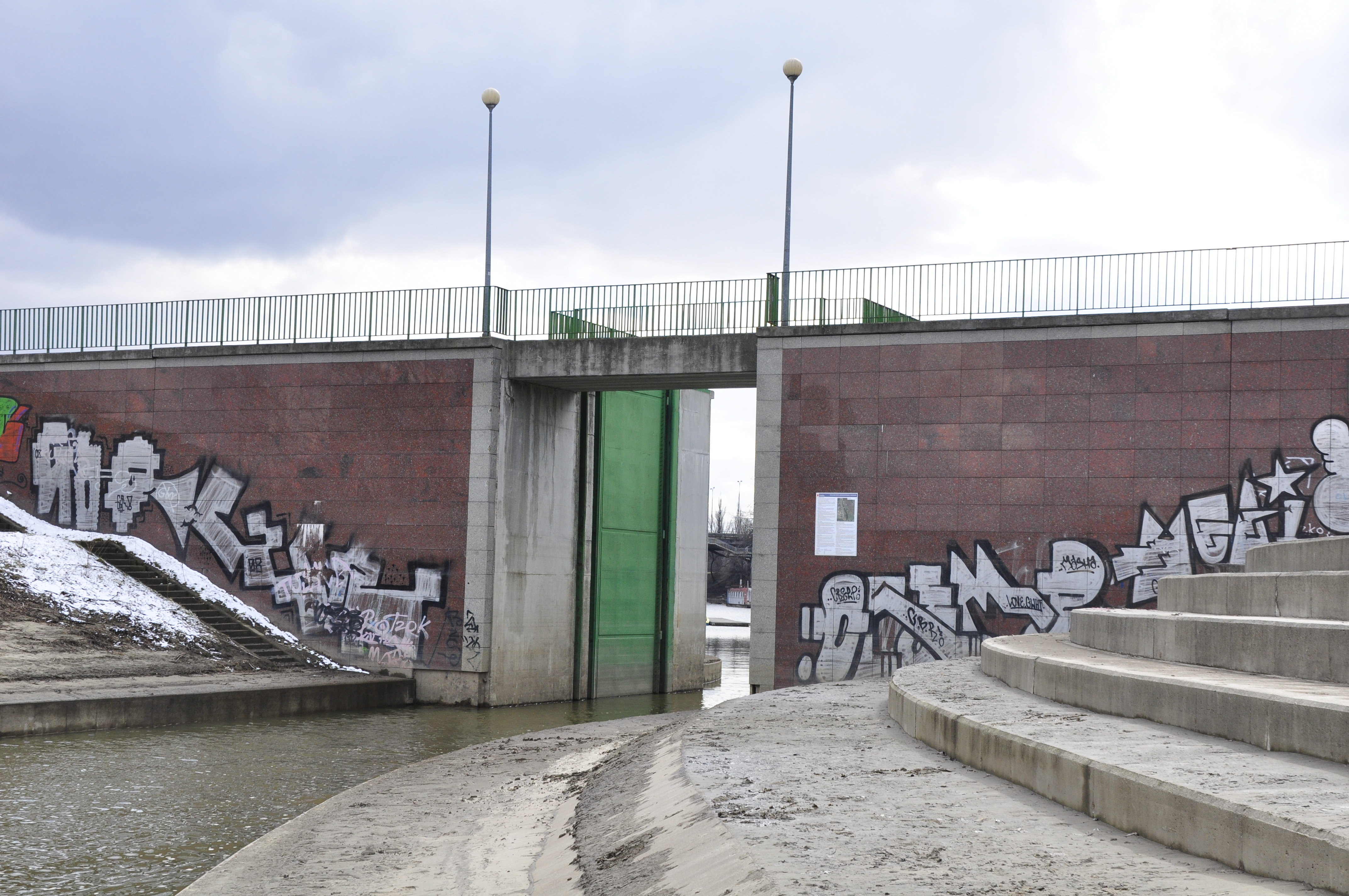
Die neugebaute Schleuse, Aussensicht
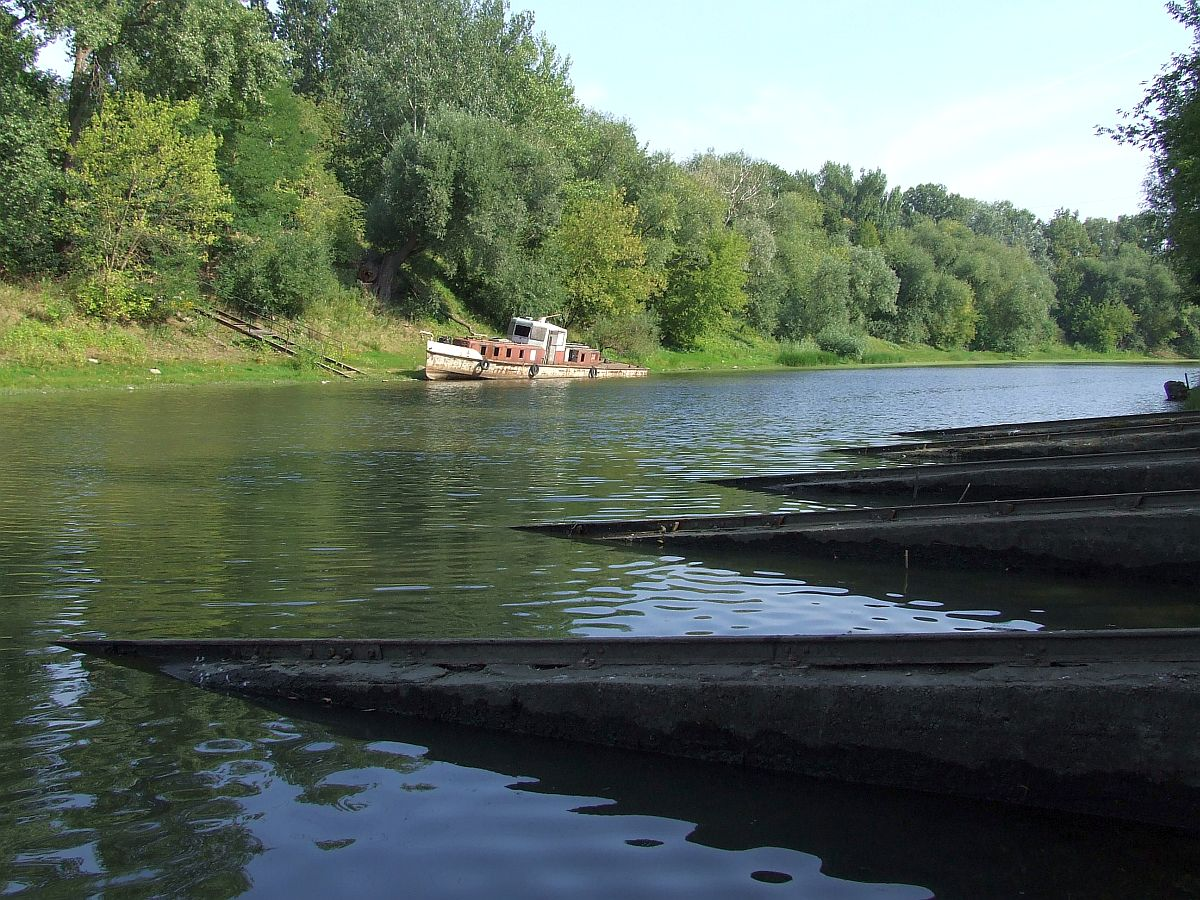
Schiffswrack „Tadek“ und Rampen im Jahr 2007
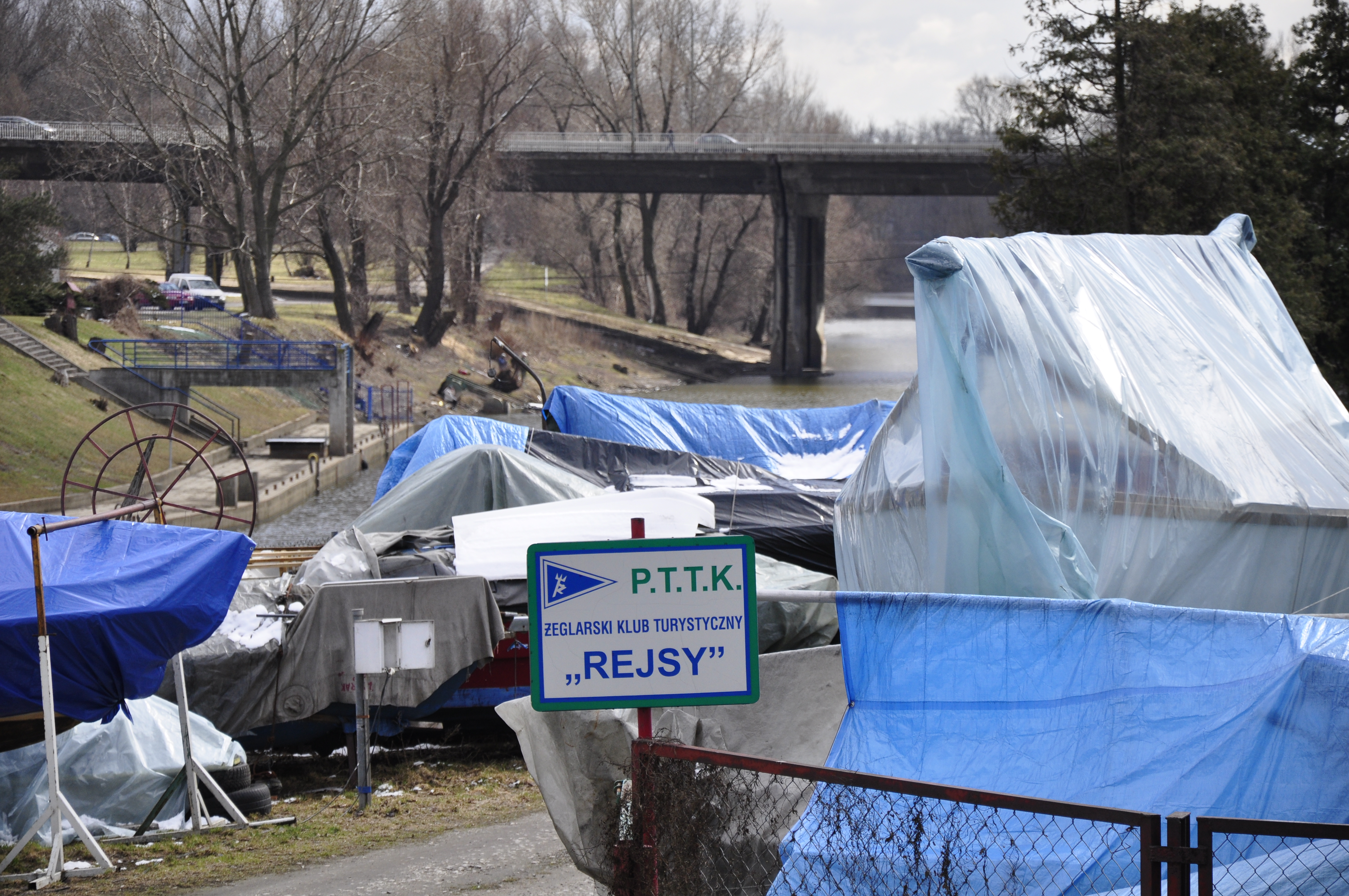
Yachtclub P.T.T.K. „Rejsy – Żeglarski klub turystyczny“
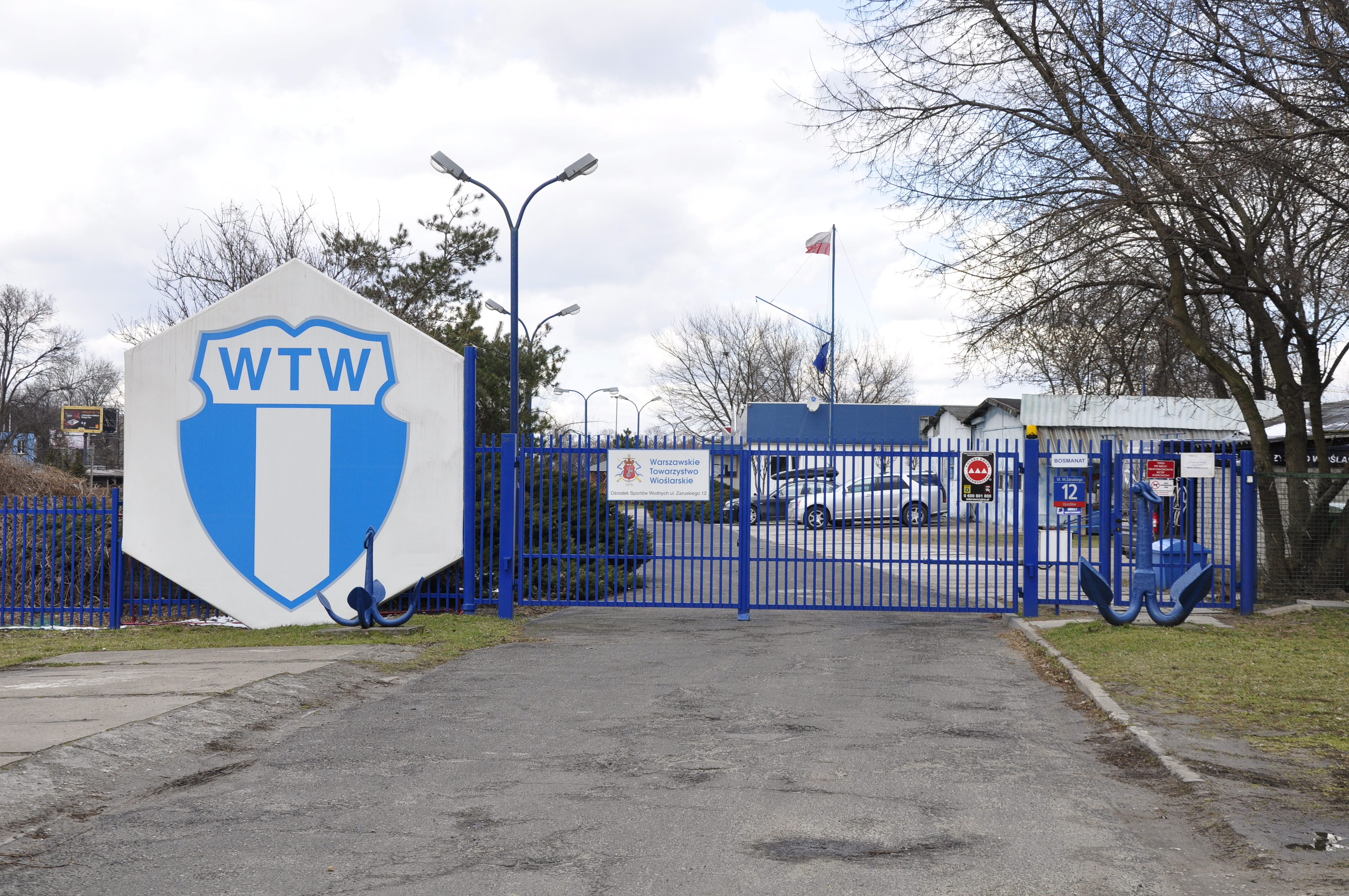
Der 1878 gegründete Ruderclub W.T.W.